# Pseudofruto

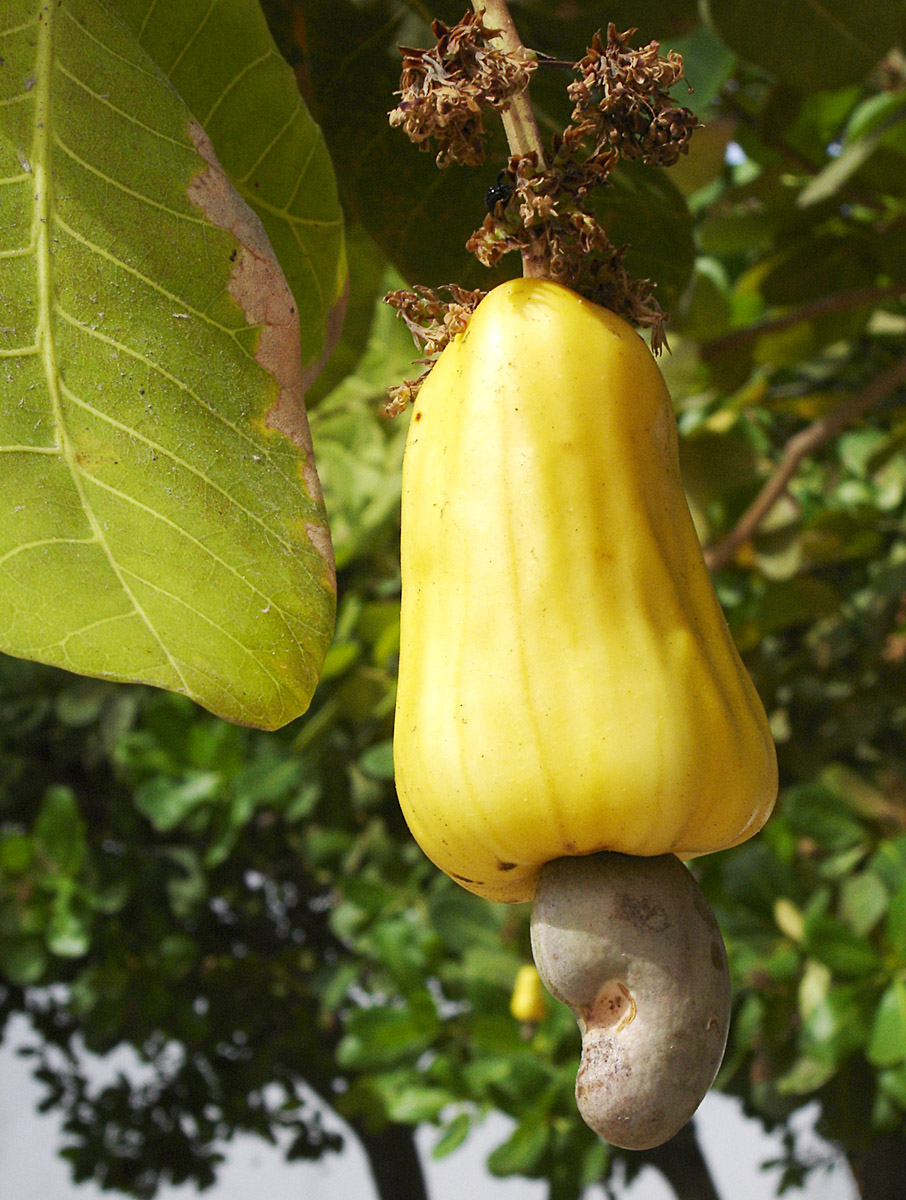
Caju: fruto com pseudofruto.

Pseudofruto, ou falso fruto, termo que vem sendo substituído por “fruto acessório”, é um desenvolvimento de um tecido vegetal adjacente à flor que sustenta o fruto, de forma que este se assemelhe em cor e consistência a um fruto verdadeiro (que, por definição, é proveniente do desenvolvimento do ovário).
É uma estrutura característica da família Anacardiaceae, onde o caju é o exemplo mais conhecido. O pedúnculo desenvolve-se em uma estrutura carnosa, doce em algumas variedades, de forte cor amarela ou alaranjada, que consiste na parte comestível do caju. A fruta em si é o "caroço" em forma de meia-lua no seu ápice, onde se encontra a castanha de caju, sua semente.
Este processo de desenvolvimento do pedúnculo também ocorre em certas Gimnospermas da família Podocarpaceae, onde o pedúnculo que assenta a semente sofre um ligeiro espessamento e uma mudança de cor e consistência, atraindo pássaros. Neste caso, curiosamente, não é comum o uso da denominação "pseudofruto", provavelmente pelo fato da planta ser uma Gimnosperma, e portanto não possuir um fruto propriamente dito.
O figo é outro exemplo de pseudofruto - de fato, trata-se de uma estrutura oca com flores no interior (uma inflorescência). 
A maçã é da família da roseira. Seu verdadeiro fruto é uma estrutura em seu interior, com aquela casquinha, em que as sementes ficam protegidas. No morango, o fruto são os vários pontinhos escuros que ficam no seu exterior; a parte suculenta, assim como na maçã e no abacaxi (cujo verdadeiro fruto está na "casca"), é o receptáculo floral. 